# Гидрокарбонат натрия
Гидрокарбона́т на́трия (лат. Natrii hydrocarbonas), другие названия: бикарбона́т на́трия, питьева́я или пищева́я со́да, двууглеки́слый на́трий — неорганическое вещество, натриевая кислая соль угольной кислоты с химической формулой NaHCO3.
В обычном виде — мелкокристаллический порошок белого цвета.
Используется в промышленности, пищевой промышленности, в медицине как нейтрализатор химических ожогов кожи и слизистых оболочек концентрированными кислотами и для снижения кислотности желудочного сока. Также применяется в буферных растворах.
В природе встречается в виде минерала нахколита.

## Химические свойства
Гидрокарбонат натрия — кислая натриевая соль угольной кислоты. Проявляет все свойства соли сильного основания и слабой кислоты. В водных растворах имеет слабощелочную реакцию. В широком диапазоне концентраций в водном растворе pH раствора изменяется незначительно, на этом основано применение раствора вещества в качестве буферного раствора.
Вступает в реакции ионного обмена, ввиду чего используется для получения некоторых карбонатов. Например, при взаимодействии с солями марганца(II), гидрокарбонат натрия даёт осадок карбоната марганца(II) точного стехиометрического состава MnCO3 (без примеси основной соли), в отличие от карбоната натрия:
{\displaystyle {\ce {Mn(NO3)2 + 2NaHCO3 -> MnCO3 v + 2NaNO3 + CO2 ^ + H2O}}}

### Реакция с кислотами
Гидрокарбонат натрия реагирует с кислотами с образованием соли, соответствующей данной кислоте (например, с соляной кислотой — хлорида натрия, с серной — сульфата натрия), и угольной кислоты, которая в процессе реакции распадается на углекислый газ и воду, при этом углекислый газ выделяется в виде пузырьков:
{\displaystyle {\mathsf {NaHCO_{3}+HCl\rightarrow NaCl+H_{2}CO_{3}}},}
{\displaystyle {\mathsf {H_{2}CO_{3}\rightarrow H_{2}O+CO_{2}\uparrow }},}
{\displaystyle {\mathsf {2NaHCO_{3}+H_{2}SO_{4}\rightarrow Na_{2}SO_{4}+2H_{2}O+2CO_{2}\uparrow }}.}

В быту иногда применяется реакция «гашения соды» уксусной кислотой с образованием ацетата натрия или гашение лимонной кислотой с образованием цитрата натрия. Реакция с уксусной кислотой:
{\displaystyle {\mathsf {NaHCO_{3}+CH_{3}COOH\rightarrow CH_{3}COONa+H_{2}O+CO_{2}\uparrow }}.}

## Термическое разложение
При температуре выше 60 °C гидрокарбонат натрия начинает распадаться на карбонат натрия, углекислый газ и воду (процесс разложения наиболее эффективен при 200 °C:
{\displaystyle {\mathsf {2NaHCO_{3}{\xrightarrow {60-200^{\circ }C}}Na_{2}CO_{3}+H_{2}O+CO_{2}\uparrow }}.}
При этом процессе вследствие выделения углекислого газа и воды (в виде водяного пара) масса исходного вещества уменьшается на 36,917 %.

## Получение
В промышленности гидрокарбонат натрия получают аммиачно-хлоридным способом. В концентрированный раствор хлорида натрия, насыщенный аммиаком, под давлением пропускают углекислый газ. В процессе синтеза происходят две реакции:
{\displaystyle {\mathsf {NH_{3}+CO_{2}+H_{2}O\rightarrow NH_{4}HCO_{3}}}}
{\displaystyle {\mathsf {NH_{4}HCO_{3}+NaCl\rightarrow NaHCO_{3}\downarrow +NH_{4}Cl}}.}
В холодной воде гидрокарбонат натрия мало растворим, и его отделяют от охлаждённого раствора фильтрованием, а из полученного после фильтрования раствора хлорида аммония снова получают аммиак, возвращаемый в производство вновь:
{\displaystyle {\mathsf {2NH_{4}Cl+Ca(OH)_{2}\rightarrow 2NH_{3}\uparrow +CaCl_{2}+2H_{2}O}}.}

## Применение
Двууглекислый натрий (бикарбонат) применяется в химической, пищевой, лёгкой, медицинской, фармацевтической промышленности, цветной металлургии, в быту. Зарегистрирован в качестве пищевой добавки E500 (ii), входит в состав пищевой добавки E500.

### В химической промышленности
Применяется для производства красителей, пенопластов и других органических продуктов, фторорганических соединений,
продуктов бытовой химии, наполнителей в огнетушителях. Реагент для отделения диоксида углерода, сероводорода из газовых смесей, например, отходящих газов топливосжигающих установок. В этом процессе углекислый газ поглощается раствором гидрокарбоната натрия при повышенном давлении и пониженной температуре, далее поглощённый углекислый газ выделяется из раствора при подогреве и снижении давления;

### В лёгкой промышленности
В производстве резины для подошв обуви и в производстве искусственных кож, кожевенном производстве при дублении и нейтрализации кожи после кислого дубления, текстильной промышленности при отделке шёлковых и хлопчатобумажных тканей;

### В пищевой промышленности
Применяется в производстве кондитерских и хлебобулочных изделий, в приготовлении газированных напитков.

### В кулинарии

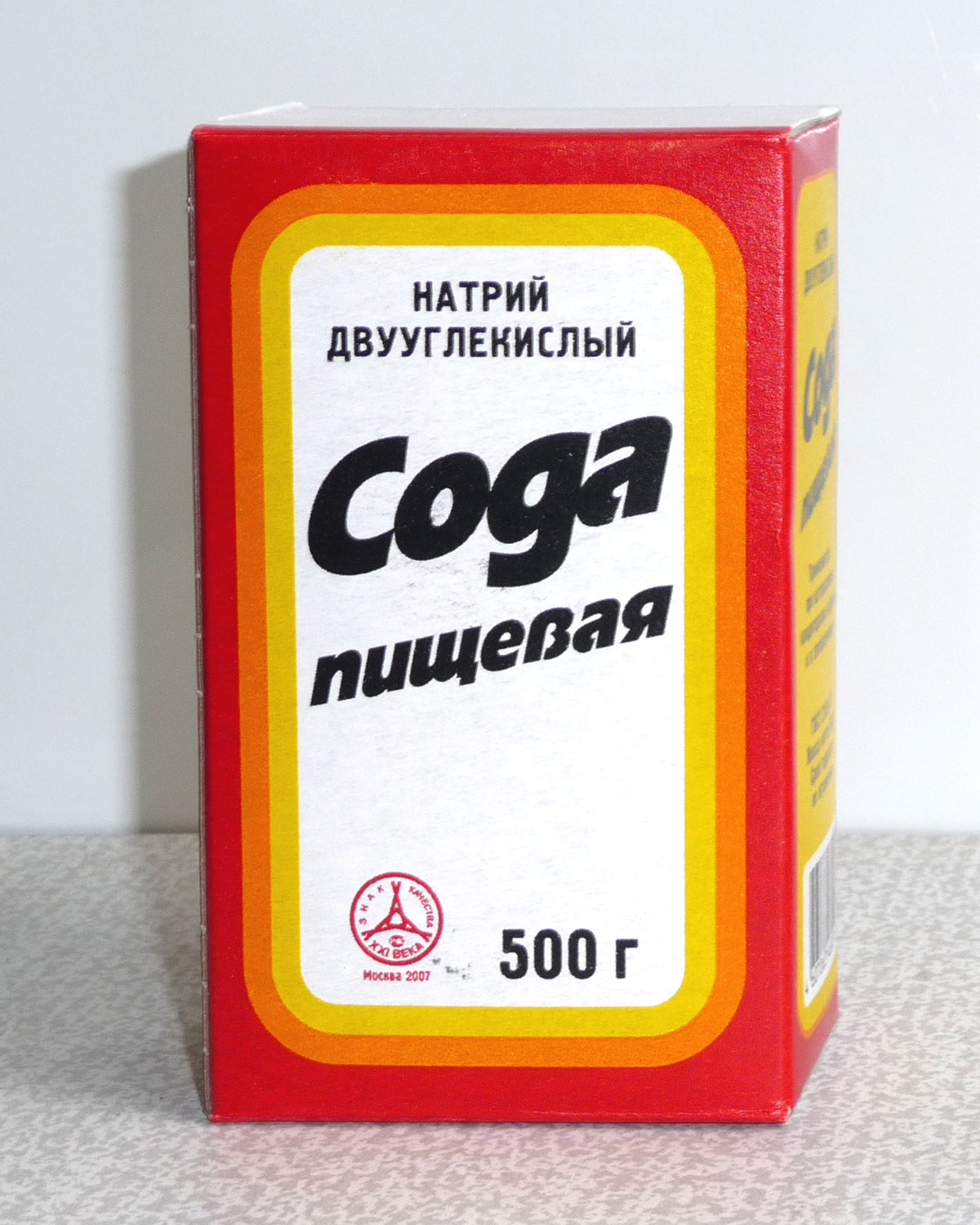
Сода пищевая кулинарная

Основное применение пищевой соды в пищевой промышленности и в быту — кулинария, где применяется, преимущественно, в качестве основного или дополнительного разрыхлителя в составе кислого и пресного теста. При добавлении пищевой соды в кислое тесто происходит реакция с молочной кислотой, продуцированной при заквашивании дрожжевыми микроорганизмами, при этой реакции выделяется углекислый газ, вспучивающий тесто.
При добавлении в пресное тесто углекислый газ выделяется при выпечке из-за термического разложения.
При применении соды в чистом виде важно соблюсти правильную дозировку, так как она оставляет в продукте карбонат натрия, дающий определённый привкус. Порядок замешивания для теста: соду — в муку, кислые компоненты (уксус, кефир и пр.) — в жидкость.

### В медицине

#### Пероральныйприём
Применяется в качестве антацидного средства. При пероральном приёме снижает кислотность желудочного сока и используется для лечения язвенной болезни желудка и двенадцатиперстной кишки. Тем не менее, в результате применения может возникнуть кислотный рикошет, так как при реакции соды с соляной кислотой происходит выделение CO2, который оказывает раздражающее действие на стенку желудка, усиливая выделение гастрина.
Традиционно раствор питьевой соды используется для дезинфекции зубов и дёсен при зубных болях и полости рта и горла, при сильном кашле, ангине, фарингите.
При ринитах, конъюнктивитах, стоматитах, ларингитах и т. п. применяют для полосканий, промываний, ингаляций 0,5 — 2 % растворы.

#### Ингаляционное введение
Раствор ингалируется при помощи небулайзера. Усиливает секрецию слизистой трахеобронхиального дерева, тем самым увеличивая количество мокроты и делая её менее вязкой. Может применяться для стимуляции выработки мокроты с целью её бактериологического исследования во фтизиатрии. Ингаляция легких пылевой взвесью соды уменьшает риск развития вторичной инфекции (эффект солевой пещеры).

#### Внутривенная инфузия
Препарат выбора для быстрой коррекции метаболического ацидоза во время реанимационных мероприятий.
Применяется в качестве антиаритмического средства при отравлении лекарственными средствами, удлиняющими интервал QT, такими как трициклические антидепрессанты, кокаин, нейролептики. Входит в состав некоторых физрастворов.

#### Противопоказания
При внутривенном введении быстро повышает pH и вызывает снижение уровня калия и кальция в плазме. Соответственно противопоказан при:
- Изначально высоком pH — метаболическом алкалозе, например, вследствие гипохлоремии — снижении концентрации в крови ионов Cl-, в том числе вызванной рвотой, или снижением всасывания в желудочно-кишечном тракте,
- Респираторном ацидозе — так как выделяющийся CO2 усилит его,
- Гипокальциемии — может спровоцировать тетанические судороги[6].

Является источником натрия и повышает осмоляльность плазмы, тем самым увеличивая объём циркулирующей крови. Задержка натрия усиливает отёки и повышает артериальное давление. Таким образом, использование при артериальной гипертензии, совместно с минералокортикоидами, низконатриевой диете должно быть ограничено. Применение при сниженной скорости клубочковой фильтрации может привести к метаболическому алкалозу.

### В альтернативной медицине
В альтернативной медицине питьевая сода иногда заявляется как «лекарство» от рака, однако никакой экспериментально подтверждённой эффективности применения такого «лечения» не существует.

### Пожаротушение
Гидрокарбонат натрия вместе с карбонатом аммония используется в качестве наполнителя в огнетушителях с сухим наполнением и в стационарных системах сухого пожаротушения. Это применение обусловлено тем, что от воздействия высокой температуры в очаге горения вещество выделяет углекислый газ, который затрудняет доступ кислорода воздуха в очаг горения.

### В быту
Применяется как безопасное для здоровья средство для чистки поверхностей столовой и кухонной посуды, поверхностей кухонных столов, иных поверхностей, соприкасающихся с пищей, путем протирки их с помощью влажной тряпки с сухим порошком питьевой соды.

### В транспорте
Применяется для нейтрализации следов электролита — серной кислоты на поверхности пластмассовых корпусов свинцово-кислотных аккумуляторов насыщенным водным раствором питьевой соды.

## Хранение
Гидрокарбонат натрия хранят в закрытых упаковках, в сухом месте вдали от источников огня. Гарантийный срок хранения натрия двууглекислого — 12 месяцев со дня изготовления. Срок годности не ограничен.

## Безопасность
Вещество малотоксично, ЛД50 4220 мг/кг (крысы, перорально).
Пожаро- и взрывобезопасно.
Имеет солоноватый, мыльный вкус. При попадании пыли вещества на слизистые оболочки глаз и носа вызывает лёгкое раздражение. При частой работе в атмосфере, загрязнённой пылью двууглекислого натрия, может возникнуть раздражение верхних дыхательных путей. Предельно допустимая концентрация пыли бикарбоната натрия в воздухе производственных помещений 5 мг/м3.